# Greensboro (Georgia)
Greensboro es un pueblo ubicado en el condado de Greene en el estado estadounidense de Georgia. En el censo de 2000, su población era de 3.238.

## Demografía
En el 2000 la renta per cápita promedia del hogar era de $24,250, y el ingreso promedio para una familia era de $27,049. El ingreso per cápita para la localidad era de $14,494. Los hombres tenían un ingreso per cápita de $22,788 contra $15,720 para las mujeres.

## Geografía
Greensboro se encuentra ubicado en las coordenadas 33°34′18″N 83°10′51″O / 33.57167, -83.18083 (33.571528, -83.180921).
Según la Oficina del Censo, la localidad tiene un área total de 15,2 km² (5,9 mi²), de la cual 15,1 km² (5,8 mi²) es tierra y 0,1 km² (0 mi²) (0.10%) es agua.